# Bitka pri Cowpensu
Bitka pri Cowpensu je bil vojaški spopad med ameriško revolucionarno vojno, ki se je odvil 17. januarja 1781 blizu mesta Cowpens v Južni Karolini. Patriotske sile, ocenjene na 2.000 rednih vojakov in milice pod brigadnim generalom Danielom Morganom, so premagale 1.000 britanskih in ameriških lojalističnih vojakov pod poveljstvom podpolkovnika Banastra Tarletona. To je bila najhujša izguba, ki so jo utrpele britanske enote, odkar se je general John Burgoyne predal generalu Horatiu Gatesu pri Saratogi leta 1777.
Britanci so se odpravili na jug zaradi večje britanske podpore ali torijevstva na jugu, vendar se je pro-neodvisnostno navdušenje povečalo, ko se je razširila novica o bitki. Taktično je Cowpens pokazal, da lahko ameriška patriotska milica, če je pravilno vodena, povzroči velike žrtve najbolje usposobljenim britanskim vojakom.
Morganova milica se je po bitki razpustila, tako da je pod njegovim poveljstvom ostalo 550 vojakov. Britanski general Charles Cornwallis je Morgana zasledoval decembra 1780 in januarja 1781 s svojo vojsko 2.500 mož. Morgan se je izognil Cornwallisu in se v začetku februarja pridružil vojski generala Nathanaela Greenea blizu Greensbora v Severni Karolini, s čimer je pripravil teren za bitko pri Guilford Court Houseu.

## Ozadje
14. oktobra 1780 je poveljnik kontinentalne vojske, general George Washington, izbral Nathanaela Greenea, kvekerskega častnika iz Rhode Islanda, za poveljnika južnega oddelka kontinentalnih sil. Greeneova naloga ni bila lahka. Leta 1780 sta bili Karolini prizorišče dolgega niza katastrof za kontinentalno vojsko, najhujša pa je bila zajetje ameriške vojske pod generalom Benjaminom Lincolnom maja 1780 med obleganjem Charlestona. Britanci so nato zasedli mesto, največje na jugu in glavno mesto Južne Karoline. Kasneje istega leta je bila kolonialna vojska pod poveljstvom generala Horatia Gatesa poražena v bitki pri Camdenu. Zmaga kolonialne milice nad njihovimi lojalističnimi nasprotniki v bitki pri Kings Mountainu na severozahodni meji oktobra je kupila čas, vendar so Britanci še vedno zasedali večino Južne Karoline. Ko je Greene prevzel poveljstvo, je južna vojska na papirju štela 2.307 mož (1.482 prisotnih), od katerih je bilo 949 kontinentalnih rednih vojakov, večinoma iz slavnega in visoko usposobljenega polka "Maryland Line".
3. decembra se je brigadni general Daniel Morgan javil na dolžnost v Greeneovem štabu v Charlotteu v Severni Karolini. Na začetku ameriške revolucije je Morgan – čigar vojaške izkušnje so segale v francosko in indijansko vojno (1754–1763) – služil pri obleganju Bostona leta 1775. Kasneje je sodeloval pri invaziji na Kanado leta 1775 in njeni vrhunski bitki, bitki pri Quebecu. Ta bitka se je končala s porazom in Morganovim zajetjem s strani Britancev. Morgan je bil zamenjan januarja 1777 in ga je Washington postavil za poveljnika izbrane sile 500 usposobljenih strelcev, znanih kot Morganovi strelci. Morgan in njegovi možje so igrali ključno vlogo pri zmagi leta 1777 pri Saratogi, ki se je izkazala za prelomnico celotne vojne. Morgan, ogorčen, ker je bil preskočen pri napredovanju in mučen zaradi hudih napadov išiasa, je leta 1779 zapustil vojsko. Leto kasneje je bil povišan v brigadnega generala in se vrnil v službo v južnem oddelku revolucionarne vojne.
Greene se je odločil, da se njegova šibka vojska ne more spopasti z Britanci v odprtem boju. Sprejel je nekonvencionalno odločitev, da razdeli svojo vojsko in poslal oddelek zahodno od reke Catawba, da dvigne moralo domačinov in najde zaloge, ki so bile omejene okoli Charlotta. Greene je Morganu dal poveljstvo nad tem krilom in mu naročil, naj se pridruži milici zahodno od Catawbe in prevzame poveljstvo nad njimi. Morgan se je 21. decembra odpravil proti zahodu, zadolžen za zavzemanje položaja med rekama Broad in Pacolet ter zaščito civilistov na tem območju. Imel je 600 mož, od katerih jih je bilo približno 400 kontinentalnih, večinoma iz Delawarea in Marylanda. Ostali so bili milica iz Virginije, ki je imela izkušnje kot kontinentalci. Do božiča je Morgan dosegel Pacolet. Pridružilo se mu je še 60 milice iz Južne Karoline, ki jih je vodil izkušeni gverilski partizan Andrew Pickens st.. Druga milica iz Georgije in Karolin so se pridružile Morganovemu taboru.
Medtem je Lord Cornwallis načrtoval vrnitev v Severno Karolino in izvedbo invazije, ki jo je preložil po porazu pri Kings Mountain. Morganove sile so predstavljale grožnjo njegovemu levemu krilu. Poleg tega je Cornwallis prejel napačne obveščevalne podatke, ki so trdili, da bo Morgan napadel pomembno britansko utrdbo ameriških lojalistov pri Ninety Six, Južna Karolina. Da bi rešil utrdbo in premagal Morganovo poveljstvo, je Cornwallis 1. januarja 1781, z nadaljnjim sporočilom 2. januarja, ukazal konjenici (dragoncem) pod poveljstvom podpolkovnika Banastre Tarletona na zahod.
Tarleton je imel spektakularno kariero v svoji službi pri Britancih v kolonijah. Decembra 1776 sta on in majhna skupina presenetila in ujela kolonialnega generala Charlesa Leeja v New Jerseyju. Odlikoval se je pri obleganju Charlestona in bitki pri Camdenu. Poveljujoč Britanski legiji – mešani pehotni/konjeniški sili, sestavljeni iz ameriških lojalistov, ki so predstavljali nekatere najboljše britanske čete v Karolinah – je Tarleton zmagal pri Monck's Corner in Fishing Creeku. Postal je razvpit med kolonisti po svoji zmagi pri Bitka pri Waxhaws, kjer so bili njegovi možje obtoženi ubijanja ameriških vojakov po njihovi predaji. Bežeči patrioti so verjeli, da je vsaj en vojak, ki se je predal, pobral pištolo in ustrelil Tarletona. Tarleton je v svoji zgodovini-biografiji iz leta 1781 zapisal, da je bil njegov konj ustreljen pod njim med začetnim napadom in da so njegovi možje, misleč, da je bil umorjen, napadali neusmiljeno, dokler niso bili pod nadzorom.
Tarleton in Legija sta se odpravila v Ninety Six. Ko je izvedel, da Morgana ni tam, je Tarleton zaprosil za okrepitve britanskih rednih vojakov, ki jih je Cornwallis poslal. Tarleton se je s svojim povečanim poveljstvom odpravil, da bi pregnal Morgana čez reko Broad. 12. januarja je prejel natančne novice o Morganovi lokaciji in nadaljeval z napornim pohodom, gradil čolne za prečkanje rek, ki so bile poplavljene zaradi zimskega dežja. Ko je prejel novico, da ga Tarleton vneto zasleduje, se je Morgan umaknil proti severu, da bi se izognil ujetju med Tarletonom in Cornwallisom.
Do popoldneva 16. januarja se je Morgan približeval reki Broad, ki je bila visoka zaradi poplavnih voda in naj bi bila težko prehodna. Vedel je, da je Tarleton blizu za njim. Do noči je prispel na kraj, ki so ga domačini imenovali "Hannah's Cowpens", znano pašno območje za lokalno živino. Pickens, ki je patruljiral, je tisto noč prispel, da bi se pridružil Morganu s svojim velikim korpusom neregularne milice. Morgan se je odločil, da se bo postavil in boril, namesto da bi nadaljeval z umikom in tvegal, da ga bo Tarleton ujel med prečkanjem reke Broad. Ko je izvedel za Morganovo lokacijo, je Tarleton potisnil svoje čete, ki so marširale ob 3. uri zjutraj, namesto da bi taborile za noč.

### Britanski napad
Nekaj minut pred sončnim vzhodom se je Tarletonova predhodnica pojavila iz gozda pred ameriškim položajem. Tarleton je ukazal svojim dragoncem, naj napadejo prvo linijo strelcev, ki so odprli ogenj in ustrelili 15 dragoncev. Ko so se dragonci hitro umaknili, je takoj ukazal pehotni napad, ne da bi se ustavil, da bi preučil ameriško razporeditev ali da bi preostali del njegove pehote in njegova konjeniška rezerva prišla iz gozda. Tarleton je napadel strelsko linijo brez premora, razporedil svoje glavno telo in svoja dva topova. Ameriški strelci so nadaljevali z ognjem, ko so se umikali, da bi se pridružili drugi liniji, ki jo je zasedala Pickensova neregularna milica. Britanci so ponovno napadli, tokrat so dosegli milico, ki je (po ukazu) izstrelila dva rafala v sovražnika, še posebej so ciljali poveljnike. Britanci – s 40% žrtev med častniki – so bili presenečeni in zmedeni. Reorganizirali so se in nadaljevali z napredovanjem. Tarleton je ukazal enemu od svojih častnikov, Ogilvieju, naj z nekaj dragonci napade "poražene" Američane. Njegovi možje so se premikali naprej v pravilni formaciji in jih je za trenutek ustavil mušketni ogenj milice, vendar so nadaljevali z napredovanjem. Pickensova milica se je zdela, da "beži" kot običajno, okoli ameriške levice proti zadnjemu delu, kot je bilo načrtovano, potem ko so izstrelili svoj drugi rafal.
Britanci so umik prvih dveh linij razumeli kot popoln umik in so se z glavo naprej pognali v tretjo in zadnjo linijo discipliniranih rednih vojakov iz Marylanda in Delawarea, ki so jih čakali na hribu. 71. Highlandersom je bilo ukazano, naj obkrožijo ameriško desnico. Howard je opazil [bočni manever in ukazal milici iz Virginije, ki je zasedala ameriško desnico, naj se obrne in se sooči s Škoti. Vendar pa je bil v hrupu bitke Howardov ukaz napačno razumljen in milica se je začela umikati. Bilo je 7:45 zjutraj in Britanci so se borili skoraj eno uro. Bili so utrujeni in neorganizirani, vendar so videli, da se milica iz Virginije na desnici upornikov umika in verjeli, da Američani bežijo. Napadli so, prekinili formacijo in napredovali v kaotični množici.

### Patriotski protinapad
Morgan je ukazal rafal. Howardova "bežeča" milica je nenadoma prekinila umik in se obrnila. Virginijci so streljali na Britance z razdalje največ 30 jardov (27,5 metrov) z masivnim učinkom, kar je povzročilo, da so se zmedeni Britanci ustavili. Howard je zakričal: "Napadite z bajoneti!" Kontinentalci v sredini so, kot je bilo ukazano, izvedli bajonetni napad. Tarletonova sila, soočena s strašnim presenečenjem, se je začela sesuvati; nekateri možje so se predali na mestu, drugi pa so se obrnili in zbežali. Howardovi možje so napadli naprej in zasegli dva britanska topova. Washingtonova konjenica je prišla od zadaj z nasprotne ameriške levice, da bi udarila Britance na njihovem desnem boku in zadaj. Pickensova milica, ki se je zdaj reorganizirala, je napadla izza hriba in dokončala 360-stopinjski krog okoli ameriškega položaja, da bi udarila 71. Highlanders na britanskem levem boku in zadaj. Howard je ukazal milici iz Virginije, katere umik je povzročil usodni britanski napad, naj se obrne in napade Škote z druge smeri.
Šok nenadnega napada, skupaj s ponovnim pojavom ameriške milice na levem boku, kjer so Tarletonovi izčrpani možje pričakovali, da bodo videli svojo konjenico, se je izkazal preveč za Britance. Skoraj polovica britanskih in lojalističnih pešakov je padla na tla, ranjenih ali ne. Njihova volja do boja je izginila. Babits diagnosticira "bojni šok" kot vzrok za ta nenaden britanski zlom – učinki izčrpanosti, lakote in demoralizacije so jih nenadoma dohiteli. Ujeti so bili v dvojni obkolitvi, ki jo je nek pisec primerjal z manjšo različico starodavne bitke pri Kanah. Mnogi so se predali.
Ko sta se Tarletonov desni bok in sredinska linija zrušila, se je le manjšina 71. Highlandersov borila proti delu Howardove linije. Tarleton, zavedajoč se, kako obupen je njegov položaj, se je vrnil k svoji edini preostali nedotaknjeni enoti, konjenici Britanske legije. Naročil jim je, naj napadejo, vendar so namesto tega pobegnili z bojišča. Highlandersi, obkroženi z milico in kontinentalci, so se predali. Obupan, da bi rešil kar koli, je Tarleton našel približno 40 konjenikov in z njimi poskušal pridobiti svoja dva topova, vendar sta bila zajeta in tudi on se je umaknil z bojišča. Čeprav je bil njihov napad sprva učinkovit, so bili dragonci, ki jih je bilo približno 50, hitro presenečeni in preštevilčeni s strani Washingtonove skrite konjenice in so bili v neredu potisnjeni nazaj.
Domnevni "dvoboj" med kontinentalno in britansko konjenico je postal legendaren. Po eni zgodbi, "anekdoti" Evana Lloyda iz 17. regimenta, je Washington med akcijo zaklical: "Kje je zdaj hvalisavi Tarleton?" Kornet Patterson iz 17. regimenta je nato prijahal, da bi ga napadel in ga je ubil Washingtonov ordonančni trobentač.
Druge različice dodajajo, da je Washington zasledoval Tarletona in ostal izoliran od soborcev. Napadel ga je britanski poveljnik in dva njegova moža. Tarletona je ustavil Washington, ki ga je napadel s svojim mečem.
Washingtonu se je meč zlomil blizu ščitnika, ko je zamahnil proti častniku blizu Tarletona, ki ga je nato ustrelil ordonančni. Narednik major Perry je odbil sabljo drugega britanskega častnika in ga ranil, s čimer je rešil Washingtonovo življenje  Washington je preživel ta napad in pri tem ranil Tarletona na desni roki z udarcem sablje, medtem ko je Tarleton Washingtonu zadel koleno s strelom iz pištole, ki je ranil tudi njegovega konja.
Nekateri pravijo, da je bil neimenovani moški, ki je rešil življenje polkovniku Washingtonu (na belem konju v sredini), njegov služabnik. Ranney ga je upodobil kot črnca, ko je 65 let pozneje naslikal incident, ker je menil, da bi moral biti služabnik črnec, morda suženj.Tarleton v svojem poročilu poroča, da je britanska konjenica potisnila nazaj Washingtonovo konjenico, vendar ne omenja dvoboja med njim in Washingtonom niti njegove rane.  Tarleton je bil ranjen prvič in edinkrat med bitko pri Guilford Courthouseu. Babits je zapisal: »Howardov komentar, da je bil britanski častnik 'verjetno Tarleton', povzema 'dvoboj'.«
Zdaj je bilo 8:00 zjutraj in bitka je trajala približno eno uro. Washington je zasledoval Tarletona 16 milj (25,7 km), vendar je opustil zasledovanje, ko je prišel do plantaže lokalnega plantažnika Adama Goudylocka blizu Thicketty Creeka. Tarletonu je uspelo pobegniti ujetju tako, da je prisilil Goudylocka, da mu je služil kot vodnik.

## Posledice
Morganova vojska je zajela 712 ujetnikov, med katerimi je bilo 200 ranjenih. Še huje za Britance je bila izguba (zlasti britanskih rednih vojakov in dragoncev), ki je predstavljala najboljše iz Cornwallisove vojske. Poleg tega je bilo v boju ubitih 110 britanskih vojakov, vsak artilerist pa je bil bodisi ubit bodisi onesposobljen zaradi ran. Tarleton je utrpel 86-odstotno stopnjo žrtev, njegova brigada pa je bila uničena kot bojna sila. Howard je citiral McArthurja iz 71. Highlandersov, zdaj ameriškega ujetnika, ki je dejal, da "je bil častnik, preden se je Tarleton rodil; da so najboljše čete v službi dali 'temu fantu', da bi bile žrtvovane." Ameriški ujetnik je kasneje pripovedoval, da ko je Tarleton prišel do Cornwallisa in poročal o katastrofi, je Cornwallis konico meča postavil na tla in se naslonil nanj, dokler se rezilo ni zlomilo.
Babits je dokazal, da je Morganovo uradno poročilo o 73 žrtvah očitno vključevalo le njegove kontinentalne čete. Iz ohranjenih zapisov je Babits po imenu identificiral 128 kolonialnih vojakov, ki so bili ubiti ali ranjeni pri Cowpensu. Predstavlja tudi vpis v državnih zapisih Severne Karoline, ki kaže 68 kontinentalnih in 80 žrtev milice. Zdi se, da sta bila tako število Morganovih žrtev kot tudi skupna moč njegove sile približno dvakrat večja od tistega, kar je uradno poročal.
Tarletonova očitna nepremišljenost pri tako močnem pritiskanju na svoje poveljstvo v zasledovanju Morgana se lahko razloži z dejstvom, da je bila do Cowpensa vsaka bitka, ki sta jo on in njegova Britanska legija bojevala na jugu, razmeroma lahka zmaga. Zdi se, da je bil tako zaskrbljen z zasledovanjem Morgana, da je povsem pozabil, da morajo biti njegovi možje v primernem stanju za boj, ko ga ujamejo, čeprav je Cornwallis Tarletona silil k agresivnemu delovanju.
Po ameriškem debaklu pri Camdenu je bila Cowpens presenetljiva zmaga in prelomnica, ki je vplivala na psihologijo celotne vojne – "dvignila je moralo ljudem", ne le tistim iz zaledja Karolin, ampak tudi tistim v vseh južnih državah. Američani so bili spodbujeni k nadaljnjemu boju, lojalisti in Britanci pa so bili demoralizirani. Poleg tega je bil njen strateški rezultat – uničenje pomembnega dela britanske vojske na jugu – ključen za konec vojne. Skupaj z britanskim porazom pri Kings Mountainu je bil Cowpens resen udarec za Cornwallisa, ki bi morda premagal večino preostalega odpora v Južni Karolini, če bi Tarleton zmagal pri Cowpensu. Namesto tega je bitka sprožila vrsto dogodkov, ki so vodili do konca vojne. Cornwallis je opustil svoja prizadevanja za pacifikacijo v Južni Karolini, svojo vojsko je razbremenil odvečne prtljage in zasledoval Greeneovo silo v Severno Karolino. Prišlo je do spopadov pri reki Catawba (Bitka pri Cowan's Fordu 1. februarja 1781) in drugih brodovih. Vendar pa je po dolgem zasledovanju Cornwallis srečal Greenea v bitki pri Guilford Court Houseu, kjer je zmagal, vendar je tako oslabil svojo vojsko, da se je umaknil v Wilmington, Severna Karolina, da bi si odpočil in se preuredil. Kasneje, ko je Cornwallis odšel v Virginijo, sta Washington in njegov francoski zaveznik Rochambeau izkoristila to priložnost, da ga ujameta in premagata v bitki pri Yorktownu, kar je povzročilo, da so Britanci opustili svoja prizadevanja za premagovanje Američanov.
Po mnenju Johna Marshalla, "Redkokdaj je bila bitka, v kateri ni sodelovalo večje število, tako pomembna po svojih posledicah kot bitka pri Cowpensu." Greeneu je dala priložnost, da izvede kampanjo "bleščeče premetenosti", ki je Cornwallisa po "neprekinjeni verigi posledic pripeljala do katastrofe pri Yorktownu, ki je končno ločila Ameriko od britanske krone".